# SGPL1
Le SGPL1 (pour « sphingosine phosphate lyase 1 ») est une enzyme permettant le catabolisme de la sphingosine-1-phosphate. Son gène est SGPL1 situé sur le chromosome 10 humain.

## Rôles
Il module l'immunité cellulaire, inhibe la réponse inflammatoire et favorise la mobilisation des polynucléaires neutrophiles et des lymphocytes. Il intervient dans le métabolisme lipidique hépatique.
Il favorise l'apoptose via le P53 et le p38 et pourrait avoir un effet protecteur contre les cancers.

## En médecine
Une mutation du gène entraîne un syndrome comprenant un syndrome néphrotique, une insuffisance surrénalienne et une ichtyose.